# Veronella
Veronella település Olaszországban, Veneto régióban, Verona megyében. Lakosainak száma 5122 fő (2023. január 1.). Veronella Albaredo d'Adige, Arcole, Belfiore, Cologna Veneta, Minerbe, Pressana, Zimella és Bonavigo községekkel határos.

## Népesség
A település népességének változása:
| Lakosok száma | 5077 | 5116 | 5122 |
|               | 2017 | 2018 | 2023 |